# Port lotniczy Humacao
Port lotniczy Humacao – port lotniczy, zlokalizowany w portorykańskim mieście Humacao.